# Adrienne Frantz
Adrienne Danielle Frantz (født 7. juni 1978 i Mount Clemens, Michigan) er en amerikansk skuespiller. Hun er mest kendt for sin rolle som Ambrosia "Amber" More i tv-serien The Bold and the Beautiful.